# Ypthima watsoni
Ypthima watsoni is een vlinder uit de onderfamilie Satyrinae van de familie Nymphalidae. De wetenschappelijke naam van de soort is, als Pandima watsoni, voor het eerst geldig gepubliceerd in 1893 door Frederic Moore.